# Szántai Gyula
Szántai Gyula (Szombathely, 1953. június 5. –) magyar gitáros, zenész, a szombathelyi Mokka alapító tagja.

## Életpályája
Szülővárosában töltötte gyermekkorát. 17 évesen kezdett el gitározni.
Első zenekara 1970-ben a Top Pops volt, amely  egy évvel később Mokka néven futott tovább. A Mokka (Puskás Ferenc: szólógitár, Szántai Gyula: szólógitár, Büki Imre: basszusgitár, Faragó László: billentyűs hangszerek és Nádas Károly: dob) hamarosan az akkori Szombathely egyik legismertebb együttese lett.  Kezdetben a BM klubban, majd a Hemo-ban léptek fel. A mindig megújulni képes zenekar koncertjeiken elsősorban az 1960–70-es évek magyar és világslágereit szólaltatták meg. Az együttes többször turnézott az NDK-ban és Csehszlovákiában is.
A Mokka megszűnése után, 1974-ben került a Lord zenekarhoz, amelyből 5 év kemény munka után családi okok miatt távozni kényszerült. Ezután a sárvári Dandys együttes következett, a szintén sárvári S'Top zenekar, majd néhány évig együtt zenélt a Péterfai Riva (Szentpéterfa) báli zenekarral. Később meghívták a Sipőcz Rock Band-be, velük 3 évet töltött el, miközben az Új Mokka zenekarral is színpadra lépett. Ezután abbahagyta az aktív zenélést.
1995-ben Vida Ferenc kiadója, az LMS Records megjelentette Fehér Galamb címmel azt a Lord-albumot, amelyen a Lord zenekar 1972–1982 közötti dalai szerepelnek, és amelyen gitárjátéka hallható.
2012 őszén visszatért a zenéhez: Németh Lászlóval (ének), Kapustka Csabával (basszusgitár), Horváth Tiborral (dob) és Esztergályos Dáviddal (billentyűs hangszerek) közösen megalapította a Mokka Tribute Band zenekart, amelynek szólógitárosa és vezetője jelenleg is.[mikor?] A szombathelyi zenekar magját a volt Mokka együttes tagjai alkotják. Céljuk az 1970–80-as évek rockzenei hagyományainak ápolása, külföldi és magyar előadók örökérvényű dalainak feldolgozásaival.  
A Mokka együttes fennállásának 50. évfordulója alkalmából, 2022. január elsején Szántai újraszervezte a zenekart, melynek tagja még Kiss Csaba (basszusgitár), Draskovits Norbert (dob), Garambvölgyi Tamás (billentyűs hangszerek), Mátyás Richárd (ének), Szántai Gyula (gitár, vokál). 

## Zenekarai
- Top Pops (1970)
- Mokka (1971–1973)
- Lord (1974–1980)
- Dandys (1982–1985)
- S'Top (1985–1991)
- Péterfai Riva Band (1991–1995)
- Sipőcz Rock Band (1995–1997)
- Új Mokka (1995–1997, alkalomszerűen)
- Mokka Tribute Band (2012–2021)
- Mokka 50 év rock & roll (2022–)